# Gypsophila sambukii
Gypsophila sambukii är en nejlikväxtart som beskrevs av Boris Konstantinovich Schischkin. Gypsophila sambukii ingår i släktet slöjor, och familjen nejlikväxter. Inga underarter finns listade i Catalogue of Life.